# Aumance
L’Aumance est une rivière française, affluent du Cher en rive droite, et dont le cours, comme le bassin versant, se situent presque entièrement dans le département de l'Allier avec quelques km2 dans le département du Puy-de-Dôme.
Son débit moyen enregistré à Hérisson est de 6,51 m3/s, mais est sujet à de fortes irrégularités. La rivière peut présenter des crues redoutables, jusqu'à plus de 300 m3/s (321 m3/s le 2 mars 2007).
L'Aumance a pour principal affluent l’Œil qui la rejoint à Cosne-d'Allier.

## Géographie
De 56,3 km de longueur, l'Aumance prend naissance sur le territoire de la commune de Rocles, à 398 m d'altitude. Dès le départ, la rivière s'oriente vers l'ouest. Arrivée au niveau de Murat, elle effectue un léger virage en direction du nord-ouest et arrive ainsi à Cosne-d'Allier, où elle reçoit successivement les eaux du Bandais venu de droite, et de l’Œil, son affluent principal, venu de gauche de la région de Commentry. Grâce à ces apports, l'Aumance fait plus que doubler son débit moyen, et reprend son cours en direction de l'ouest, traversant ainsi le centre de la région du Bocage bourbonnais. Arrivée au niveau de Hérisson, elle effectue un dernier changement de direction, vers le nord-ouest, et, après de nombreux et pittoresques méandres, se jette dans le Cher en rive droite, sur le territoire de la localité de Meaulne, à 164 m d'altitude.

## Communes traversées
Dans le seul département de l'Allier, l'Aumance traverse ou longe onze communes et quatre cantons : 
- dans le sens amont vers aval : Rocles (source), Saint-Sornin, Chavenon, Murat, Tortezais, Cosne-d'Allier, Venas, Hérisson, Maillet, Vallon-en-Sully et Meaulne (confluence).

## Affluents
L'Aumance a vingt-neuf (29) affluents référencés et possède deux affluents notables :
- Le Bandais (rive droite) 32 km sur six communes et avec dix-huit affluents.
- L’Œil (rive gauche) 44,1 km sur douze communes et avec dix affluents. Tous deux se jettent dans l'Aumance au niveau de la localité de Cosne-d'Allier.

## Histoire

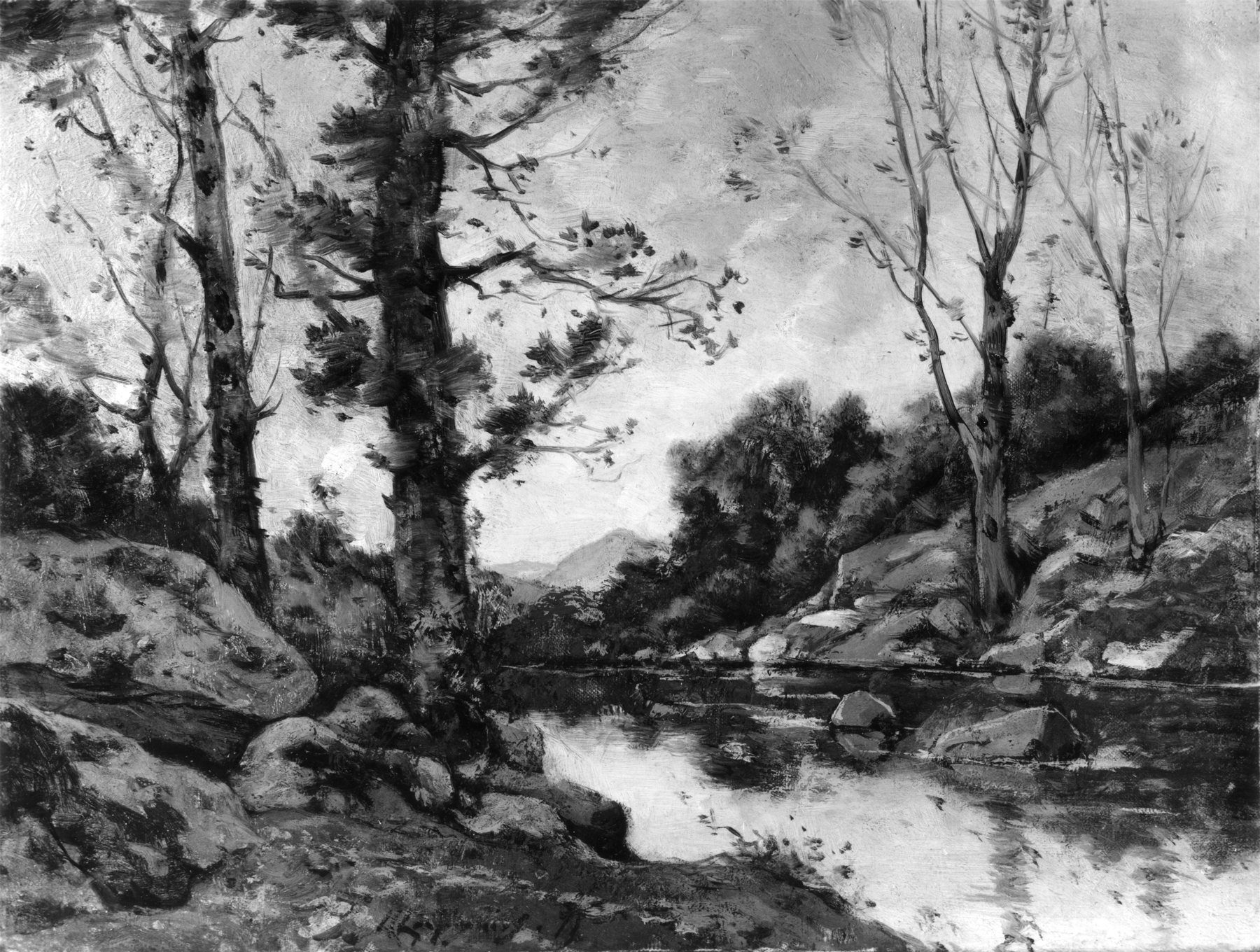
L'Aumance près d'Hérisson, vue par Henri Harpignies.

Jusqu'au XVIIIe siècle, on considérait que c'était l'Aumance qui se jetait dans l'Œil ; c'est semble-t-il à la suite d'une erreur des Cassini que la situation a été inversée. Les textes anciens et la toponymie gardent trace du fait que la rivière qui passait à Hérisson s'appelait l'Œil. Principal affluent du Cher, l'Œil avait donné son nom à Châteloi ou Châteloy (Castellum Oculi) et à Gatœil (le gué de l'Œil). Plus de trente crues ont été enregistrées au cours des quatre derniers siècles.

## Hydrologie

### Débits de l’Aumance à Hérisson
Le débit moyen annuel de l'Aumance ou module, calculé sur 39 ans à Hérisson (de 1970 à 2008), est de 6,62 m3/s pour une surface de bassin de 928 km2, soit la presque totalité de ce dernier qui fait 986 km2 au total et à 180 m d'altitude.
La rivière présente d'importantes fluctuations saisonnières de débit, avec des crues d'hiver-printemps portant le débit mensuel moyen à un niveau situé entre 6,67 et 12,5 m3/s de décembre à mai inclus (avec un maximum assez net en février), et des basses eaux d'été-automne, de juin à octobre, caractérisées par une baisse du débit moyen mensuel jusqu'à 1,25 m3/s au mois de septembre. Mais ces moyennes mensuelles cachent des oscillations bien plus importantes sur de courtes périodes.
En période d'étiage, le VCN3 peut chuter jusqu'à 0,07 m3/s, en cas de période quinquennale sèche, soit 70 litres par seconde, ce qui doit être considéré comme sévère.
Les crues de l'Aumance peuvent être énormes et dévastatrices pour une petite rivière de seulement 986 km2 de bassin. Les QIX 2 et QIX 5 valent respectivement 89 et 130 m3/s. Le QIX 10 est de 150 m3/s, le QIX 20 de 180 m3/s, tandis que le QIX 50 se monte à 210 m3/s.
Toujours à Hérisson, le débit instantané maximal enregistré a été de 321 m3/s le 2 mars 2007, tandis que la valeur journalière maximale était de 216 m3/s le 27 mai 1977. Si l'on compare la première de ces valeurs aux différents QIX de la rivière, l'on constate que cette crue de mars 2007 était très largement supérieure au niveau cinquantennal défini par le QIX 50, et sans doute bien supérieure également au niveau d'une crue centennale. Elle était dans tous les cas tout à fait exceptionnelle.
La lame d'eau écoulée dans le bassin est de 222 millimètres annuellement, ce qui peut être considéré comme moyennement abondant. C'est certes nettement inférieur à la moyenne française tous bassins confondus (320 millimètres), mais supérieur aux chiffres relevés sur bien des cours d'eau du bassin du Cher ou de l'Indre. Le débit spécifique (Qsp) atteint 7,0 litres par seconde et par kilomètre carré de bassin.

### Débits des cours d’eau du bassin de l'Aumance
| Nom     | Localité              | Débits en m3/s | Débits en m3/s | Débits en m3/s | Débits en m3/s | Débits en m3/s | Débits en m3/s | Débits en m3/s | Côte max(m) | Max. instant. | Max. journ. | Lame d'eau (mm) | Surface (km2) |
| Nom     | Localité              | Module         | VCN3 (étiage)  | QIX 2          | QIX 5          | QIX 10         | QIX 20         | QIX 50         | Côte max(m) | Max. instant. | Max. journ. | Lame d'eau (mm) | Surface (km2) |
| ------- | --------------------- | -------------- | -------------- | -------------- | -------------- | -------------- | -------------- | -------------- | ----------- | ------------- | ----------- | --------------- | ------------- |
| Bandais | Vieure                | 0,848          | 0,001          | 26             | 36             | 42             | 49             | -              | 4,58        | 38,7          | 30,3        | 206             | 130           |
| Œil     | Malicorne             | 1,03           | 0,026          | 17             | 26             | 32             | 38             | 45             | 3,02        | 50,9          | 33,1        | 258             | 126           |
| Œil     | Villefranche-d'Allier | 2,24           | 0,031          | 26             | 38             | 46             | 53             | -              | 2,98        | 53,1          | 51,2        | 223             | 319           |
| Aumance | Hérisson              | 6,51           | 0,069          | 93             | 140            | 170            | 200            | 230            | 3,78        | 321           | 216         | 222             | 928           |

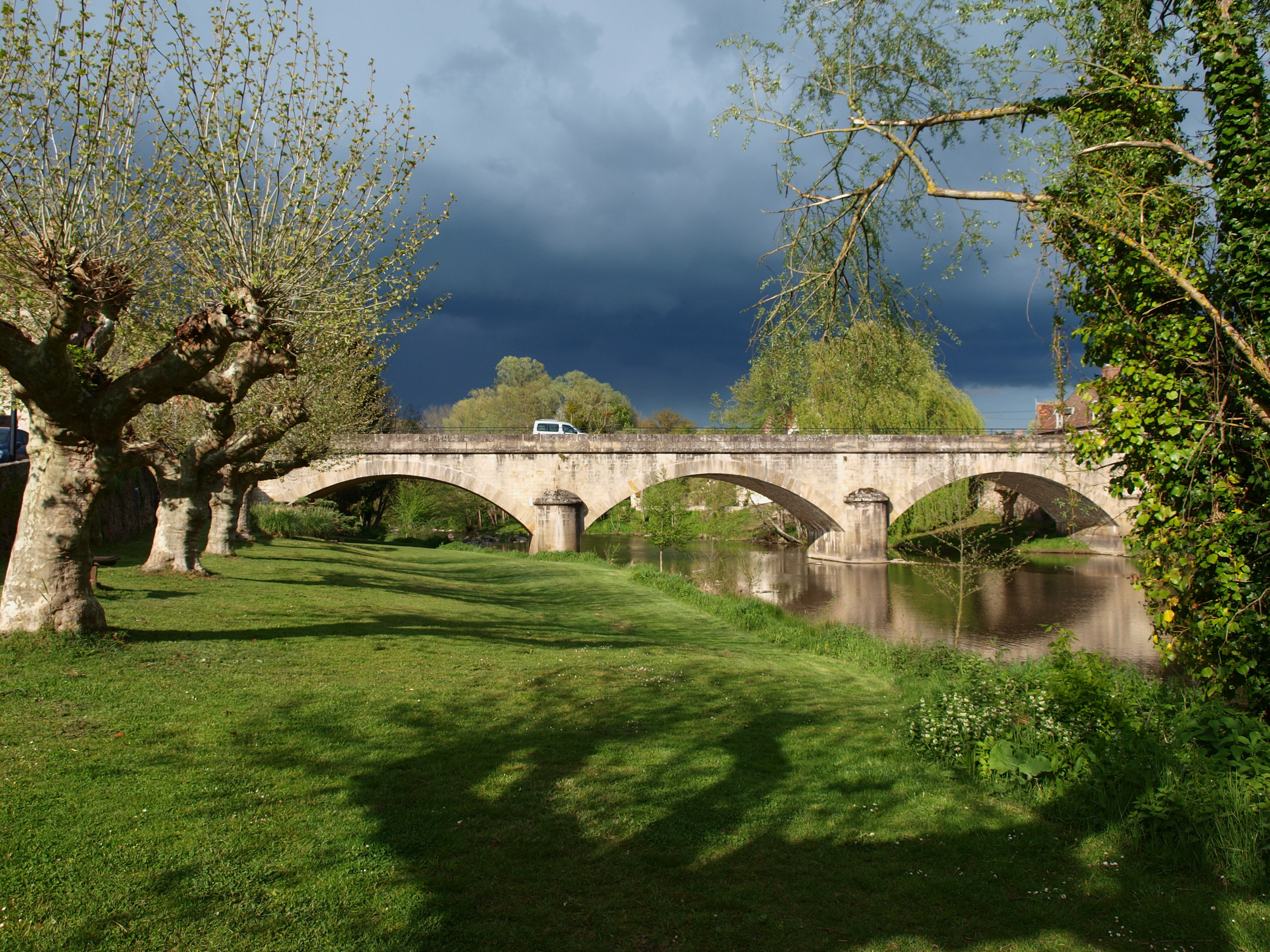
L'Aumance à Hérisson.
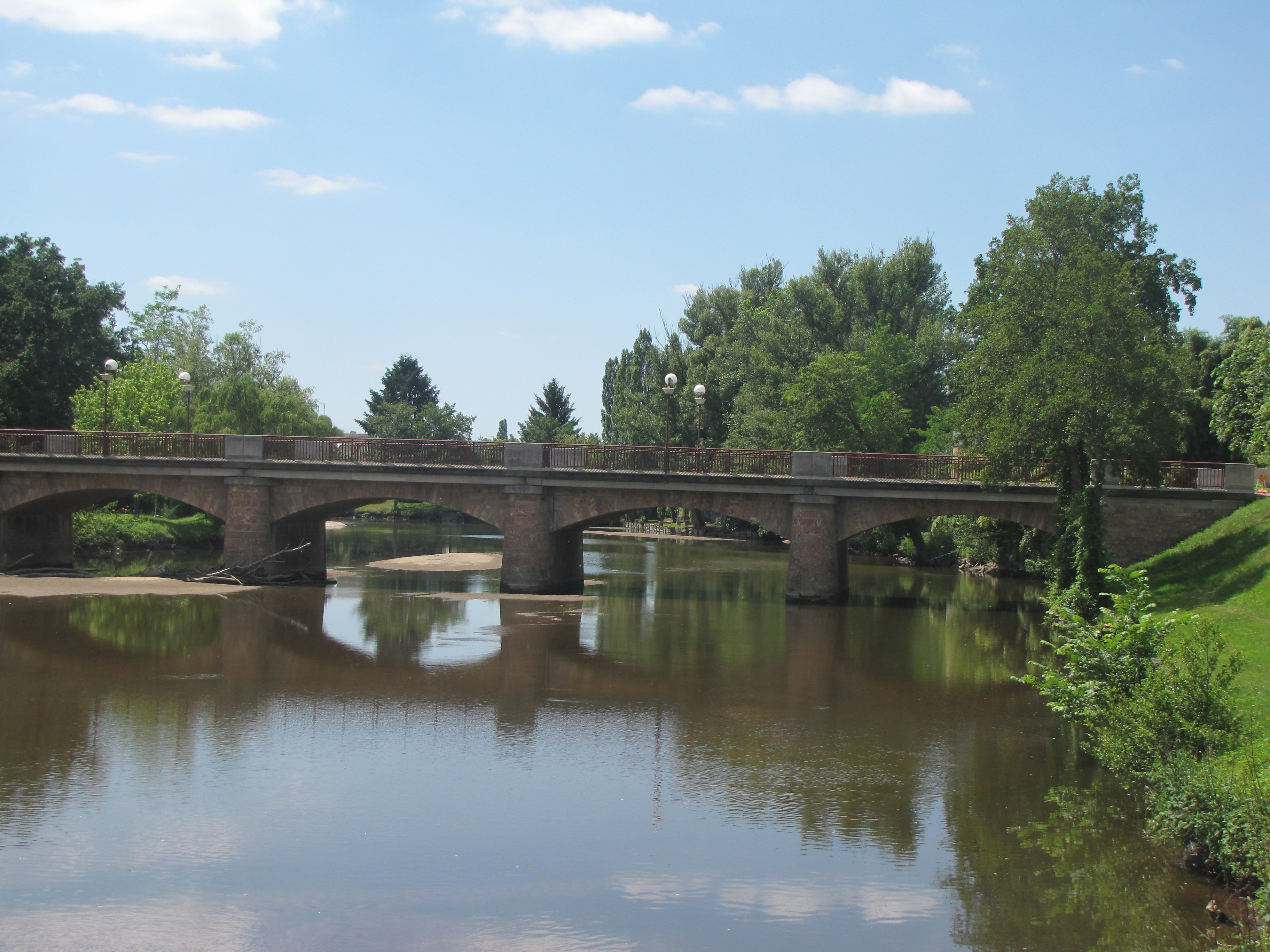
L'Aumance à Meaulne.
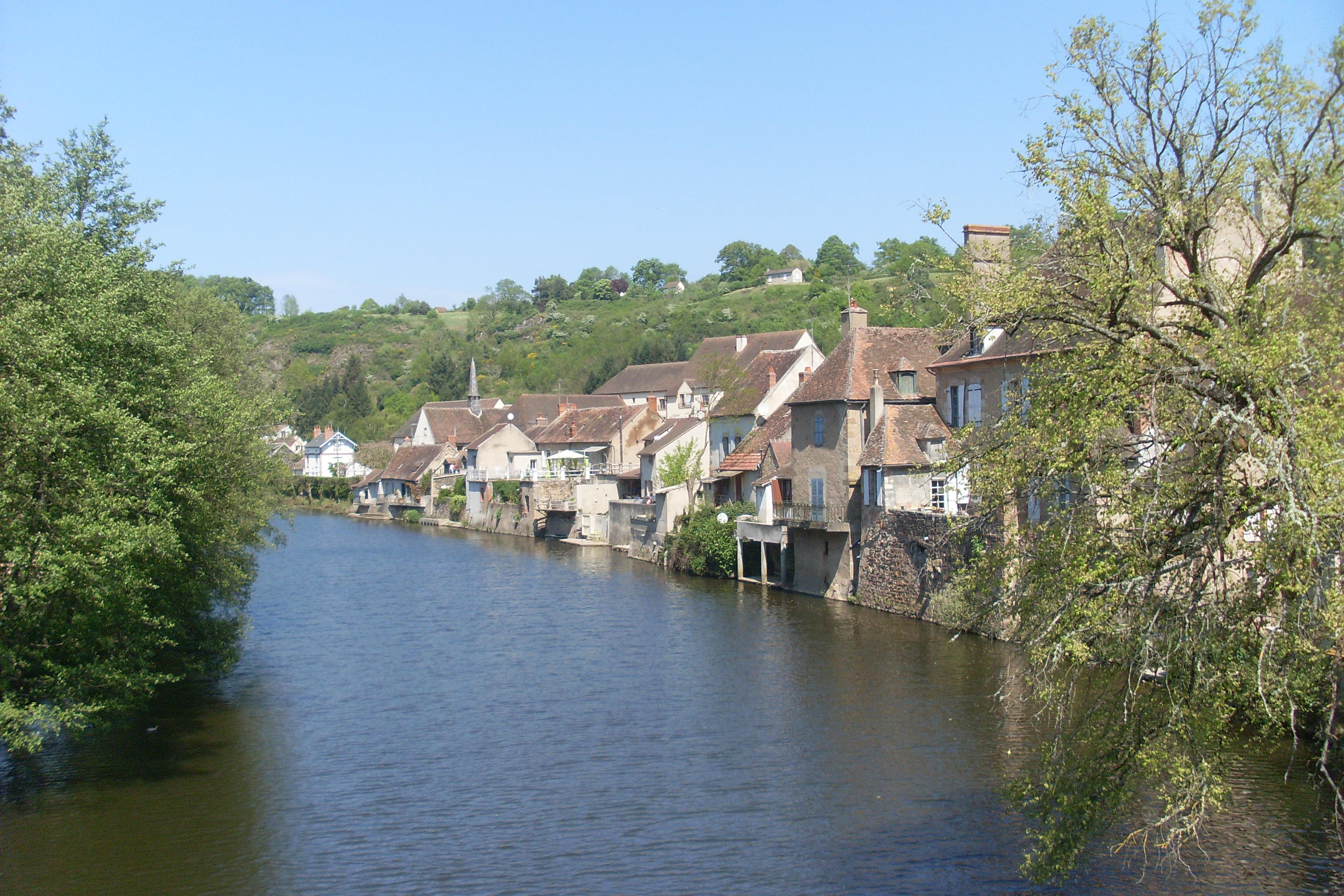
L'Aumance à Hérisson.

## Tourisme

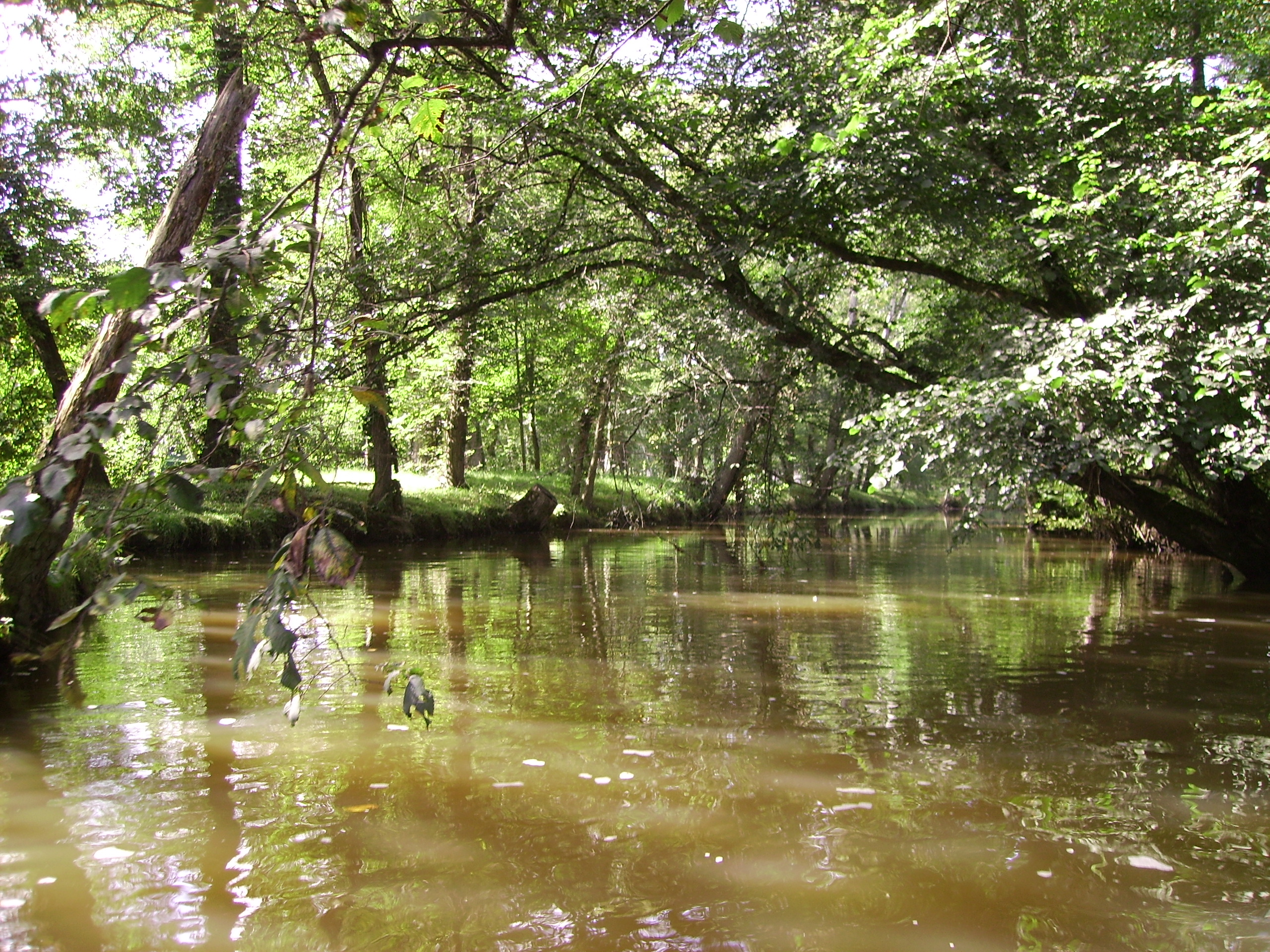
Vue de l'Aumance depuis un kayak.

L'Aumance peut être parcourue en canoë-kayak, avec un parcours facile de Cosne à Couture (5 km cl. I-II), sportif et encaissé de Couture à Hérisson (6 km cl. II-III(4)) et calme jusqu'à Meaulne (18 km cl. I).